# Montreux Jazz Festival
Il Montreux Jazz Festival (in italiano: Festival del Jazz di Montreux) è il più noto dei festival musicali tenuti in Svizzera e uno dei più prestigiosi al mondo. Si svolge ai primi di luglio di ogni anno, a Montreux, sulle rive del Lago Lemano.

## Storia

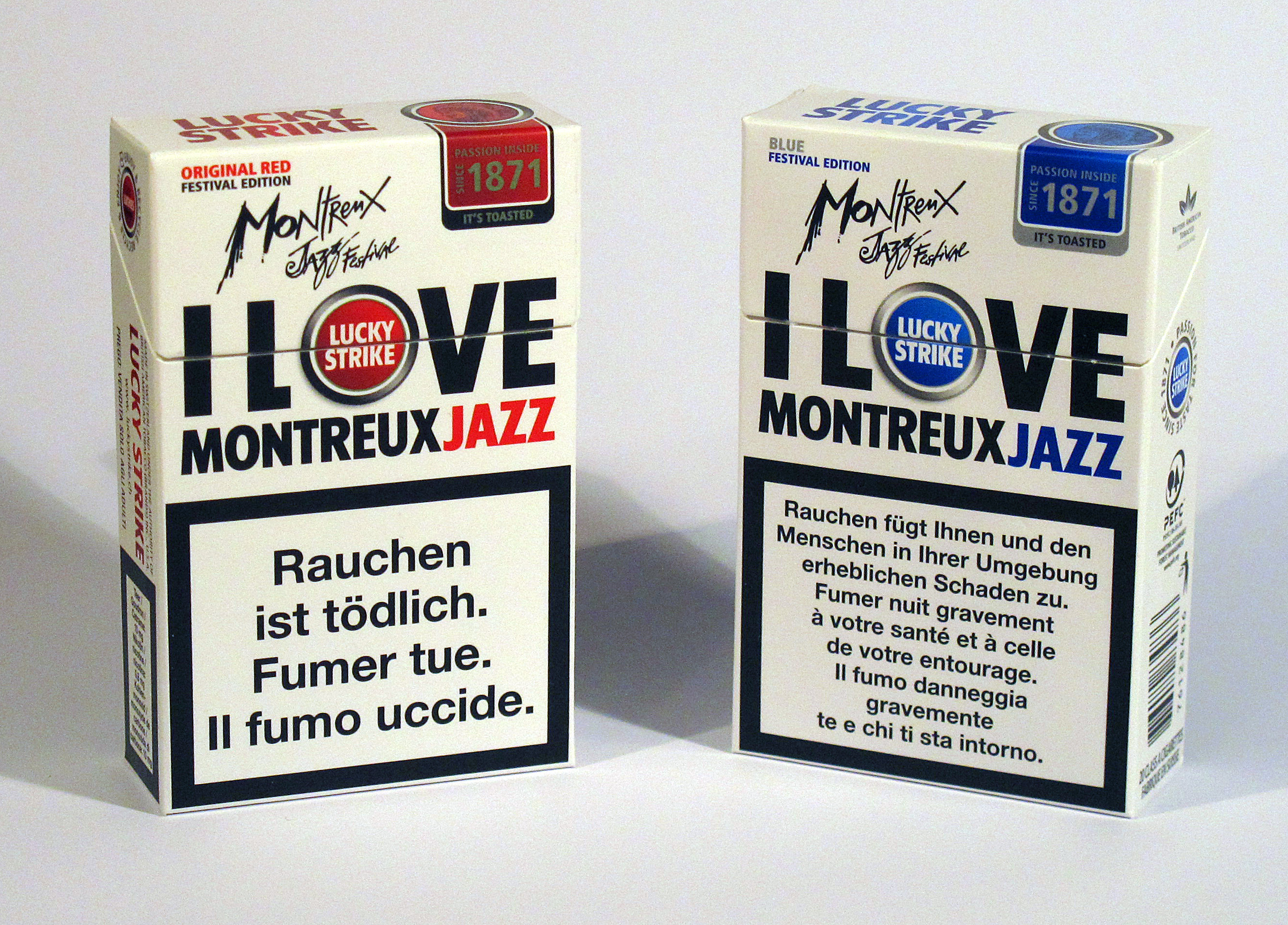
Sponsorizzazione, Montreux Jazz Festival, 2012

La prima edizione del Montreux Jazz Festival ebbe luogo nel 1967, al Casinò di Montreux. Durò tre giorni e vide la partecipazione di un gruppo di grandi jazzisti fra i quali si ricordano Keith Jarrett, Jack DeJohnette, Bill Evans, Soft Machine, Weather Report, Nina Simone, Jan Garbarek e Ella Fitzgerald.
Originariamente fu una manifestazione esclusivamente dedicata al jazz, ma, a partire dagli anni settanta, aprì le porte a ogni genere di musica. Oggi ospita esibizioni di musicisti di qualsiasi genere, anche se la musica jazz mantiene una parte importante nel suo programma. Nelle ultime edizioni il festival ha avuto una durata di due settimane e ha visto la partecipazione di circa 200.000 spettatori.
L'allargamento degli orizzonti musicali, a partire dai primi anni settanta, riguardò il blues, il soul, e il rock. Nel dicembre 1971, il Casinò di Montreux fu distrutto da un incendio durante un concerto di Frank Zappa e l'evento venne ricordato dai Deep Purple nella loro canzone Smoke on the Water. Per quattro anni il festival fu costretto a cambiare sede prima di poter ritornare nelle sale del Casinò dopo la ricostruzione terminata nel 1975.
Nel corso del decennio il festival continuò a espandersi, inserendo musica proveniente da altri continenti, con una predilezione per la musica brasiliana, prolungando la durata della manifestazione a tre settimane. Le sale del Casinò ospitarono così l'esibizione di artisti come Santana, Van Morrison, Weather Report, Camarón de la Isla, Soft Machine, Chuck Berry, Eric Clapton, Bo Diddley, Stan Getz, Airto Moreira, Joe Henderson, Dizzy Gillespie, Oscar Peterson, Charles Mingus, Etta James, Sonny Rollins, Count Basie, Chick Corea, Herbie Hancock, B.B. King, Gilberto Gil, Ray Charles, James Booker, Hermeto Pascoal, Mahavishnu Orchestra, Rory Gallagher, Stevie Ray Vaughan, Elis Regina, Les McCann, Eddie Harris, Pasadena Roof Orchestra, New Order, Jaco Pastorius, Ringo Starr, Edoardo Bennato , i Litfiba, gli Agorà, gli André Geraissati e altri ancora.

## Massima espansione
Il festival cambiò ancora negli anni ottanta; iniziò a crescere in maniera sorprendente inserendo ulteriori generi musicali, pur rimanendo il jazz e la musica brasiliana particolarmente importanti nella programmazione.
Miles Davis partecipò a molte edizioni e i Deep Purple furono presenti sette volte. Santana ritornò nel 1980 e molti artisti vi parteciparono almeno una volta: fra questi si ricordano Max Roach, James Brown, Wynton Marsalis, Art Blakey, John McLaughlin, Stevie Ray Vaughan, Wayne Shorter, Al Di Meola, Elvis Costello, Jimmy Cliff, Mike Oldfield, Brian May, Marvin Gaye, Leonard Cohen, Nina Hagen, Eric Clapton, Phil Collins, Joe Cocker, Los Lobos, The Manhattan Transfer, Tracy Chapman e Van Morrison.
L'espansione continuò anche negli anni novanta fino ai nostri giorni. Montreux si trasforma da un festival jazz a un festival di musica globale. Quincy Jones co-produsse il festival dal 1991 al 1993. Dal 1993, a causa dell'aumento degli spettatori, il festival lasciò la sala del Casinò per spostarsi alla più capiente sala del Convention Centre. Il numero degli spettatori passò dai 75.000 del 1980 ai 120.000 del 1994 mentre un "Off-festival" si sviluppò parallelamente nei caffè siti sul lungolago della città.
Molti artisti "habitué" tornarono in diverse edizioni, anche se sempre nuovi interpreti si presentarono alla ribalta: Sting, Jamiroquai, Anastacia, Bob Dylan, Fats Domino, Deep Purple, Al Jarreau, Chaka Khan, Johnny Cash, Cheap Trick, Cheb Mami, Youssou N'Dour, Marianne Faithfull, Ice T, Jazzmatazz, ZZ Top, Simply Red, Eric Clapton, Marisa Monte, George Benson, Jazzkantine, Alanis Morissette, David Bowie, Paul Simon, Zucchero Fornaciari e altri ancora. Nel 1999, il festival fu visto da più di 220.000 spettatori.
Al festival hanno sempre partecipato anche i più importanti gruppi studenteschi, sia come band, sia come orchestre ed ensemble vocali.
La sempre maggiore notorietà acquisita in tutto il mondo ha dato luogo alla realizzazione di DVD contenenti le esecuzioni dei più noti artisti esibitisi in ogni edizione. La serie, intitolata Live at Montreux, comprende esibizioni dei seguenti artisti:
- Deep Purple - 1969, 1996, 2000, 2004, 2006, 2008, 2011, 2013, 2016
- Ella Fitzgerald - 1969
- Frank Zappa - 1971
- Canned Heat - 1973
- Van Morrison - 1974 & 1980
- Mahavishnu Orchestra - 1974 & 1984
- Weather Report - 1976
- Bonnie Raitt - 1977
- Marvin Gaye - 1980
- Mike Oldfield - 1981
- Stevie Ray Vaughan- 1982 & 1985
- Eric Clapton - 1986
- Otis Rush - 1986
- Youssou N'Dour - 1989
- Gary Moore - 1990
- The Moody Blues - 1991
- Tori Amos - 1991 & 1992
- Johnny Cash - 1994
- Dr. John - 1995
- Emerson, Lake & Palmer - 1997
- Earth, Wind & Fire - 1997

- Legends - 1997
- Boney James - 1999
- The Jeff Healey Band - 1999
- Lou Reed - 2000
- UB40 - 2001
- Candy Dulfer - 2002
- Muse - 2002
- Jethro Tull - 2003
- Yes - 2003
- Jamiroquai - 1995, 2003
- Suzanne Vega - 2004
- Carlos Santana presents Buddy Guy, Clarence "Gatemouth" Brown and Bobby Parker - 2004
- Steve Earle - 2005
- Alice Cooper - 2005
- Harold López-Nussa - 2005
- Robert Plant - 2006
- Ray Charles
- Rory Gallagher -1975, 1977, 1979, 1985, 1994
- Marcus Miller
- Talk Talk -1986
- Pino Daniele - 1983

## Concorsi Montreux Jazz
Tre concorsi internazionali vengono organizzati tutti gli anni dalla Montreux Jazz Festival Foundation 2: solisti di pianoforte, chitarra e cantanti. Per ogni concorso, i tre premi sono decisi da una giuria composta da professionisti e diretta da un grande artista (nel 2008: Fazıl Say per il pianoforte, Lee Ritenour per la chitarra e Patty Austin per il canto).
Vincitori 2008:
- Pianoforte: Gaël Rakotrongabe (Francia)
- Chitarra: Jeff Miles (Stati Uniti)
- Canto: Sabine Kuehlich (Germania)

Vincitori 2011:
- Pianoforte: Piotr Orzechowski (Polonia)

## Sponsor
Da oltre trent'anni la banca svizzera UBS è sponsor ufficiale del festival di Montreux.